# إدا وكلول
ادا وكلول (بالإنجليزية: IDA OU GUELLOUL)‏ هي جماعة قروية تابعة لإقليم الصويرة ضمن جهة مراكش - تانسيفت - الحوز بالمغرب. بلغ مجموع عدد سكان  ادا وكلول حسب إحصاءات 2004 حوالي 6650 نسمة من بينهم 1 أجنبي يعيشون في 1053 أسرة.